# Хан, Шахамад
Шахамад Хан (англ. Shahamad Khan, 1 июля 1879 — 28 июля 1947) — индийский кавалер креста Виктории, высшей воинской награды за героизм, проявленный в боевой обстановке, которая может быть вручена военнослужащим стран Содружества и прежних территорий Британской империи.

## Биография
К 36 годам Шахамад Хан был наиком 89-го пенджабского полка Британской Индийской армии. За свои действия на Тигрском фронте, в период с 12 по 13 апреля 1916 года, в районе Бейт-Айееса (территория современного Ирака), Месопотамия, был представлен к награде.
В официальном объявлении о награде говорилось:
За проявление выдающейся храбрости. В ходе атаки он был в составе пулемётного расчёта на открытой позиции в ста пятидесяти ярдах (137,16 метра) от вражеских окопов и прикрывал брешь в наших порядках. Он отразил три контратаки и продолжал управляться с пулемётом уже в одиночку, поскольку все его люди кроме двух заряжающих были перебиты.
Три следующих часа он продолжал удерживать позицию, вплоть до приказа об отходе. К этому моменту его пулемёт был выведен из строя огнём противника и он, вместе с двумя заряжающими, продолжали оборону при помощи ружей.
С тремя новыми людьми, высланными ему на помощь, он вытащил назад свой пулемёт и боеприпасы, а также одного тяжелораненого неспособного самостоятельно передвигаться солдата. После этого он лично вернулся на боевую позицию и собрал всё оставшееся вооружение и оборудование кроме пары лопат.

Если бы не его исключительная отвага и решимость, эта позиция была бы захвачена врагом.
Позднее Шахамад Хан дослужился до звания субедар. После войны он вернулся в своё родовое поселение Тахти под Равалпинди, где прожил до конца своих дней и похоронен на местном кладбище.